# Relações entre Argentina e Marrocos
As relações Argentina-Marrocos são as relações diplomáticas, culturais, políticas e económicas entre Argentina e Marrocos. Ambos os países são membros plenos do Grupo dos 77.

## História

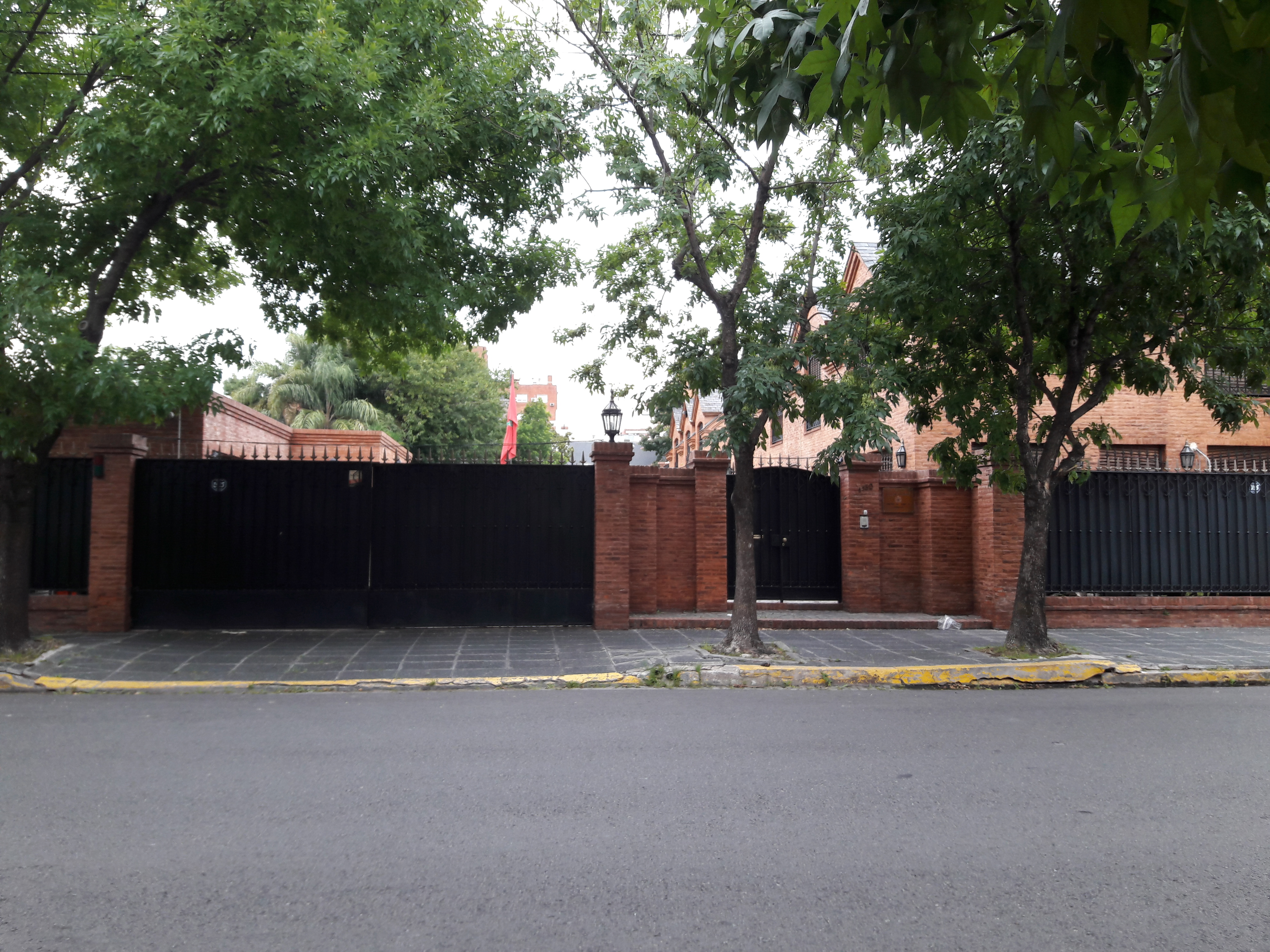
Embaixada de Marrocos em Buenos Aires

A Argentina reconheceu a independência de Marrocos em 1956, tendo sido um dos primeiros países a fazê-lo. Ambos os países estabeleceram relações diplomáticas em 1960.

## Questão do Saara Ocidental
Em 2003, o ex-presidente da Argentina Eduardo Duhalde renovou o apoio de Buenos Aires à integridade territorial do Marrocos. Nesta era de globalização, a Argentina não toleraria o separatismo e a criação de entidades microscópicas, disse o presidente argentino numa reunião em Buenos Aires com Ahmed Kadiri, vice-presidente da câmara dos conselheiros marroquina, a câmara alta do parlamento.
O embaixador argentino em Marrocos, Edgardo Piuzzi, disse em 2003 que o seu país não reconhece a Frente Polisário e sempre denunciou a situação nos campos de Tindouf, no sudeste da Argélia. Em entrevista publicada pelo diário marroquino em árabe Assahraa Al Maghribia, o diplomata argentino classificou de vergonhosa a detenção de prisioneiros marroquinos nos campos de Tindouf, por mais de vinte e cinco anos, acrescentando que a Argentina sempre manteve uma postura clara: O Saara é indubitavelmente Marroquino.

## Parceria económica
Marrocos e Argentina assinaram em Rabat (2000) três grandes acordos sobre comércio, pesca e cooperação entre o Centro de Promoção de Exportações do Marrocos (CMPE) e o seu equivalente argentino. Os documentos foram rubricados pelo ministro dos Negócios Estrangeiros, Mohamed Benaissa, e pelo ministro dos Negócios Estrangeiros da Argentina, durante a cerimónia de encerramento realizada em Rabat. Benaissa referiu que os trabalhos da comissão tiveram êxito com a adopção de um grande número de projectos nos setores da agricultura, pesca, habitação, urbanismo, energia e minas, indústria, equipamento, turismo, investimento, cultura, educação, investigação científica e treino vocacional.
Em 2016, as exportações argentinas para Marrocos somaram 368,7 milhões de dólares americanos e as exportações marroquinas para a Argentina somaram 107,4 milhões.

## Missões diplomáticas residentes
- A Argentina tem uma embaixada em Rabat.
- Marrocos tem uma embaixada em Buenos Aires.